# Tersilochus lapponicus
Tersilochus lapponicus är en stekelart som beskrevs av Hellen 1958. Tersilochus lapponicus ingår i släktet Tersilochus och familjen brokparasitsteklar. Arten är reproducerande i Sverige. Inga underarter finns listade i Catalogue of Life.